# ミリオン・ダラー・カルテット
ミリオン・ダラー・カルテット (Million Dollar Quartet) は、1956年12月4日火曜日にアメリカ合衆国テネシー州メンフィスにあるサン・スタジオで行なわれたエルヴィス・プレスリー、ジェリー・リー・ルイス、カール・パーキンス、ジョニー・キャッシュによる即興ジャム・セッションのレコーディング。『Memphis Press-Scimitar 』紙で「ミリオン・ダラー・カルテット」との見出しで記事が発表された。1981年、このレコーディング曲17曲を収録した『The Million Dollar Quartet 』がヨーロッパで発表された。数年後、他の曲も発掘されて『The Complete Million Dollar Session 』として発表された。1990年、アメリカで『Elvis Presley - The Million Dollar Quartet 』として発表された。

## レコーディング・セッション
このジャム・セッションは全くの偶然から始まった。『ブルー・スエード・シューズ』ですでに成功していたカール・パーキンスが兄弟のクレイトン、ジェイおよびドラム奏者のW・S・ホランドと共に古いブルース曲『マッチボックス』の改訂版の収録のためにスタジオに来ていた。サン・レコードのオーナーのサム・フィリップスはこのロカビリーの薄い楽器編成を重厚にしたがっており、メンフィス以外で知られていない新人のジェリー・リー・ルイスをピアノ奏者としてパーキンスのセッションに連れてきた。昼過ぎ、まだ21歳であったエルヴィス・プレスリーがガールフレンドのマリリン・エヴァンズと共にスタジオに立ち寄った。
コントロール・ルームでフィリップスと軽く話した後、エルヴィスはパーキンスのセッションの再生を聴き、意見を言った。そして彼はスタジオに入っていき、しばらくしてジャム・セッションが始まった。このセッションの最中、カントリー・チャートでいくつかヒット曲を生み出していたジョニー・キャッシュが現れた(キャッシュは自伝『Cash 』で、スタジオに最初に到着していたキャッシュがパーキンスのセッションを聴きたかったのだ、と記した)。この日、技術を担当したジャック・クレメントは後に「これを録音しないのはもったいない」と独り言を言って録音を開始したと思い返した。何曲か演奏した後、エルヴィスとエヴァンズはジェリー・リーがピアノを演奏している間にこっそり抜け出した。キャッシュは自伝『Cash 』の中で「もう誰もジェリー・リーのピアノにも合わせなかったし、エルヴィスを追いもしなかった」と記した。
セッションの最中フィリップスは地元紙『Memphis Press-Scimitar 』に電話をし、エンターテイメント記事担当のボブ・ジョンソンがUPI通信社の代表Leo Soroca と写真家を伴ってスタジオにやって来た。セッションについてのジョンソンによる翌日の記事には『ミリオン・ダラー・カルテット』との見出しがついた。この記事にはプレスリーがピアノを演奏し、その周りをルイス、パーキンス、キャッシュが取り囲む写真が掲載された。なおトリミングされていない原版の写真にはピアノの上に座ったエヴァンズが写っている。

## 出版
1969年、シェルビー・シングルトンがサン・レコードを買収した。彼は1万時間以上に及ぶ録音テープを聴き、サン・レコードの目録の長期間に亘る調査を開始した。同時にシングルトンはヨーロッパでの販売権の多く(全てではない)をイギリスのチャーリー・レコードに譲渡した。シングルトンとチャーリーの調査の結果、セッションの一部が発見された。1981年、チャーリー/サンからゴスペルやスピリチュアルに焦点を合わせた17曲入りのLP『The Million Dollar Quartet 』が出版された。
数年後、いくつかの曲が発見され、1987年、チャーリー/サンから2枚組LP『The Complete Million Dollar Session 』が、ヨーロッパではCDも同時に出版された。1990年、RCAレコードからアメリカに向けてCDおよびLP『Elvis Presley - The Million Dollar Quartet 』が出版され、解説はカナダのオンタリオ州トロントのショウタイム・ミュージックのコリン・エスコットが担当した。
2006年、セッション50周年を記念してRCAレコードから約12分の未公開音源を含み出版された。音源はプレスリーが所有していた複製からであった。
BMGの顧問でプレスリーの相談相手でもあったアーンスト・ジョーガンソンによると、その95%はマスター・レコーディングである。彼は「私たちは3リール発見した。もっとあるだろうと言うかもしれないが、エルヴィスが到着して出て行くまでが収録されている。もっとあるとは思わない」と語った。
このアルバムには46曲が収録されており、そのほとんどが未完成で参加者同士の会話も含まれている。リハーサルを重ねたスタジオ・レコーディングではなく、商業アルバムでありながら、ただ古い曲を演奏するため、音楽の楽しさを共有するために集まった友人同士が作り上げたサウンドであった。ボブ・ジョンソンはこの音楽について「結果的にバーバーショップ・ミュージックになった古き良き酒場のセッション」と語った。

## 曲
カントリー・ミュージックとカントリー・ゴスペルが選曲のほとんどを占めた。カントリー・ウエスタンの大御所であるビル・モンロー、アーネスト・タブ、ハンク・スノウ、ジーン・オートリーなどの曲が含まれていた。ジェリー・リー・ルイスが主にピアノを演奏し、エルヴィス・プレスリーがほとんどの曲のリード・ヴォーカルを務めた。他の参加者はプレスリーの選曲をよく知っている曲のようにプレスリーのリードに合わせて気軽に歌った。批評家はこの選曲について、当時悪魔の曲と言われていたロックンロールに対するアイロニーではないかと語った。
カール・パーキンスは『Keeper Of The Key 』のみリード・ヴォーカルを務め、ギター演奏およびハーモニーで満足そうであった。彼は午後中ずっと歌っていた。クレイトンとジェイおよびドラム奏者のホランドはこれらの演奏を聴いていた。最初の方の曲でのリード・ギターはフィリップスの出版会社の作家チャールズ・アンダーウッドが務めた。プレスリーは歌手志望のクリフ・グリーヴスも連れてきており、いくつかの曲でアンサンブルを務めたとされる。
ルイスはプレスリーとのデュエットなど多くの曲を歌っており、プレスリーが退室すると名だたるミュージシャン達を押しのけすぐにピアノを引き継ぎ、彼のサン・レコードでのデビュー作『Crazy Arms 』やジーン・オートリーの『You're the Only Star in My Blue Heaven 』のソウルミュージック版などを演奏した。
『Elvis Presley - The Million Dollar Quartet 』の解説者コリン・エスコットは、サン・レコード従業員やチャールズ・アンダーウッドによると、ルイス演奏中にプレスリーとフィリップスがコントロール・ルームに行き、プレスリーはボブ・ジョンソンに「(ルイスは)売れるよ。個性的なピアノ演奏で彼には将来性がある」と語った、と報じた。
興味深いことにはジョニー・キャッシュの声がどの曲にも入っていないようである。曲に声が収録されていないことから、キャッシュがいつスタジオに入ったのか議論の余地がある。パーキンスと他の者達は、プレスリーが到着した時にはキャッシュはすでにスタジオにいたとし、パーキンスはキャッシュについて「お金を稼ぎに」スタジオに立ち寄ったのだと語った。
コリン・エスコットが記者のボブ・ジョンソンに聞いたところによると、キャッシュがプレスリー、パーキンス、ルイスの『Blueberry Hill 』と『My Isle of Golden Dreams 』に参加した。これは1972年のパーキンスのインタビューで確認しており、「『Blueberry Hill 』、『My Island of Golden Dreams 』、『I Won't Have To Cross The Jordan Alone 』、『The Old Rugged Cross 』、『Peace in the Valley 』、『Tutti Frutti 』、『Big Boss Man 』などを歌った」と語った。うち『Peace in the Valley 』だけがリリースされた。
1997年、キャッシュの自伝『Cash: The Autobiography 』によると「私はそこにいた。語られていることとは逆に、最初に到着して最後に退室した。しかし私はただカールのレコーディングを見ていただけで、それが昼下がりまで続き、するとエルヴィスがガールフレンドと共にやって来た。そこでセッションを中止し、我々はおしゃべりを始めた。エルヴィスはピアノの前に座り、我々はよく知っているゴスペルを歌い始めた。その後ビル・モンローの曲などを歌った。エルヴィスは『Blue Moon of Kentucky 』以外のモンローの曲や私の知っている曲を聴きたがった。これまで語られていたのとはまた違い、私の声は収録されている。マイクから遠かったし、エルヴィスのキーに合わせて普段と違った高い声で歌っていたからわかりづらいが。私は保証する。私はそこにいたのだ」。
ピーター・ガラニックの著書『Last Train To Memphis - The Rise of Elvis Presley 』によると、キャッシュは短時間参加してクリスマスのための買い物か何かですぐに退室した。コリン・エスコットによると、サム・フィリップスが新聞社に電話した後、セッション終盤にキャッシュが入ってきた。
このセッションでのキャッシュの存在について、録音されたおしゃべり部分で推測することができる。第一に、『I Shall Not Be Moved 』の後、サン・レコード所属アーティストのスモーキー・ジョー・ボウの「君たちはカルテットを組むべきだ」というしわがれた声が収録されている。これは1人加えて4人組とするべきということか、あるいはすでに4人いるということかどちらにも当てはまる。第二に、女性の声で「このRover Boys トリオは『Farther Along 』を歌ってくれる?」と聞いていることで、この時点では3人組と意味する(プレスリーのガールフレンドであったマリリン・エヴァンズは2008年、この声は彼女のものではないが、彼女がリクエストした『End of the Road 』を歌ってくれたと語った)。この曲の後、誰かが退室してプレスリーが別れの挨拶をする。第三に、『As We Travel Along The Jericho Road 』0:07でプレスリーがキャッシュの名を言うのが聞こえるが、実際その場にキャッシュがいたかどうかははっきりしない。50周年記念盤にしゅうろくされている『Elvis Says Goodbye 』演奏中、ジョニーという名の人物にプレスリーが別れの挨拶をしているが、これがキャッシュであるならばプレスリーが退出する時にはまだキャッシュがいたことになる。
このセッションの選曲はカントリー・ミュージックだけでなく、ロカビリーのセンチメンタルなバラードである『埴生の宿』なども選ばれた。その他に当時のヒット曲なども織り交ぜられた。プレスリーは、ファイヴ・キーズで人気となったリズム・アンド・ブルース曲の『Out Of Sight, Out Of Mind 』をリードした。ルイスはチャック・ベリーの『Too Much Monkey Business 』の一節を歌い、ルイスとプレスリーが同じくベリーの『Brown Eyed Handsome Man 』を演奏してみた。プレスリーはリトル・リチャードの『Rip It Up 』の替え歌、パット・ブーンの当時のヒット曲『Don't Forbid Me 』を歌い、プレスリーによるとこれらの曲は当初プレスリーにオファーがあり、デモテープが「家の周りに落ちていた」が、結局収録には至らなかった。
さらにプレスリーは1957年1月と2月に行なわれる予定のRCAのセッションに使用するか検討中の曲を試しに演奏した。これより2年前に行なわれたデモ・セッションでサン・レコードからの出版のために収録された曲のうち『Is It So Strange 』、『Peace in the Valley 』、『That's When Your Heartaches Begin 』を歌った。プレスリーは『Is It So Strange 』について、「私のレコーディングのためにファロン・ヤングが書いた曲」だと語った。
このセッションでの代表曲とされるのは、プレスリーの1956年のヒット曲の1つ『Don't Be Cruel 』である。この時の演奏はプレスリー自身の歌い方ではなく、ビリー・ワード&ザ・ドミノスのリード歌手であるジャッキー・ウィルソンの物真似の物真似であった。プレスリーが取り巻きと共にラスベガス(この年の初頭にフロンティア・ホテルに短期間出演していた頃と思われる)で数日過ごし、プレスリーの物真似をするウィルソンを観に行ったことがきっかけとなった。
プレスリーはウィルソンがラスベガスで『Don't Be Cruel 』を歌い観客を沸かせたことを語った。 「彼はとてもよく頑張っていた。私のよりずっといい。私は4夜連続で観に行き、彼の演奏を聴いていた」。ウィルソンの物真似はブルース調で壮大に終わった。
「彼は徹底的に歌った」とプレスリーは称賛を込めて語り、「私はテーブルについて『彼をひきずりおろせ!』と言ったのだ」と笑った。プレスリーは続けて自身の2枚目のアルバム『エルヴィス』およびコンパクト盤『Elvis Volume 1 』に収録された『Paralyzed 』を歌った。パーキンスと彼のトリオがバックアップを務めた。
『ローリング・ストーン』誌のレヴュウは「『The Complete Million Dollar Session 』はプレスリーに、確固たるスターの地位と彼のマネージャーであるトム・パーカー大佐による心理操作から束の間逃れる場所を与えた。彼の歌、特にゴスペルの曲では自然でリラックスしており、RCAから出ている彼のトレイドマークでもあるマンネリの曲調とは一線を画す」と記した。
コリン・エスコットは「それぞれ全く異なったスタイルをミックスして合わせ、皆の生まれながらの音楽的才能が音楽品質と独自性を保証する」と語った。
約30年後、パーキンス、ルイス、キャッシュ、および1956年にサン・レコードに所属したロイ・オービソンは『Class of '55 』のレコーディングのためサン・スタジオに再集結した。

## 再集結
- The Survivors Live - 1982年発売のライヴ・アルバム。1981年のジョニー・キャッシュのヨーロッパでのコンサート・ツアーにジェリー・リー・ルイス、カール・パーキンスが参加した。
- Class of '55 - 1986年、ミリオン・ダラー・カルテットの生存メンバーが再集結した。サン・レコード出身ロイ・オービソンも参加し、オリジナルのメンフィス・レコーディング・サービスのビル内で収録された。
- Interviews from the Class of '55 Recording Sessions - 『Class of '55 』収録中のインタビューやおしゃべりを収録した。1987年のグラミー賞で最優秀スポークン・ワード・アルバム賞を受賞した。

## ミュージカル
フロイド・マトラックスおよびコリン・エスコットによる脚本でミリオン・ダラー・カルテットのセッションを脚色したミュージカル『ミリオン・ダラー・カルテット』が製作された。2006年、フロリダのSeaside Music Theatre でプレミア上演された。2007年、ワシントン州シアトル郊外のイサクアにあるVillage Theatre で上演され、興行記録を更新した。2008年9月27日、イリノイ州シカゴにあるGoodman Theatre で開幕した。マトラックスはバージニア州のSignature Theatre のエリック・D・シェイファーと共にシカゴ公演の演出を務めた。2008年10月31日、シカゴ公演はApollo Theater Chicago に移動し再度開幕した。
2010年4月11日、Nederlander Theatre でブロードウェイ公演が開幕した。2011年6月12日、プレヴュウ公演34回、本公演489回を経て閉幕し、その後オフ・ブロードウェイのNew World Stages で再開した。イギリスのロンドンのウエスト・エンドにあるNoël Coward Theatre で、2011年2月8日からプレヴュウ公演、28日から本公演が開幕した。

## 曲および作曲者
プレイリスト:
1. "Instrumental (作曲者不詳) - 1:44
2. ラヴ・ミー・テンダー Love Me Tender - Instrumental (プレスリー/Matson) - 1:02
3. ジングルベル Jingle Bells - Instrumental (ジェームズ・ロード・ピアポント) – 1:57
4. ホワイト・クリスマス White Christmas - Instrumental (アーヴィング・バーリン) - 2:05
5. Reconsider Baby (ローウェル・フルソン) - 2:45
6. 冷たくしないで Don't Be Cruel (プレスリー/オーティス・ブラックウエル) - 2:20
7. 冷たくしないで Don't Be Cruel (プレスリー/ブラックウエル) - 2:20
8. 悩まされて Paralyzed (プレスリー/ブラックウエル) - 3:00
9. 冷たくしないで Don't Be Cruel (プレスリー/ブラックウエル) - 0:36
10. 埴生の宿 There's No Place Like Home (ジョン・ハワード・ペイン/ヘンリー・ローリー・ビショップ) - 3:36
11. 聖者の行進 When The Saints Go Marchin´ In (伝統曲) - 2:18
12. Softly and Tenderly (伝統曲) - 2:42
13. When God Dips His Love In My Heart (伝統曲) - 0:23
14. Just A Little Talk With Jesus (クリーヴァント・デリクス) - 4:09
15. Jesus Walked That Lonesome Valley (伝統曲) - 3:28
16. I Shall Not Be Moved (伝統曲) - 3:49
17. Peace In The Valley (トーマス・A・ドージー) - 1:33
18. Down By the Riverside (伝統曲) - 2:26
19. I'm With A Crowd But So Alone (アーネスト・タブ/カール・ストーリー) - 1:16
20. Farther Along (W・A・フレッチャー/J・R・バクスター) - 2:08
21. Blessed Jesus (Hold My Hand) (伝統曲) - 1:26
22. On The Jericho Road (伝統曲) - 0:52
23. I Just Can't Make It By Myself (ハーバート・ブリュウスター) - 1:04
24. Little Cabin Home On The Hill (ビル・モンロー/レスター・フラット) - 0:46
25. Summertime Is Past And Gone (モンロー) - 0:14
26. I Hear A Sweet Voice Calling (モンロー) - 0:36
27. Sweetheart You Done Me Wrong (モンロー) - 0:28
28. Keeper Of The Key (Carl Lead) (ビヴァリー・スチュワート/ハーレン・ハワード/ケニー・B・ディヴァイン/ランス・ギネス) - 2:08
29. Crazy Arms (ラルフ・ムーニー/チャールズ・シールズ) - 0:17
30. Don't Forbid Me (チャールズ・シングルトン) - 1:19
31. Too Much Monkey Business (チャック・ベリー) - 0:05
32. Brown Eyed Handsome Man (ベリー) - 1:14
33. Out Of Sight, Out Of Mind (アイヴォリー・ジョー・ハンター/クライド・オーティス) - 0:37
34. Brown Eyed Handsome Man (ベリー) - 1:53
35. Don't Forbid Me (シングルトン) - 0:50
36. You Belong to My Heart (レイ・ギルバート/アウガスティーニ・ララ) - 1:10
37. Is It So Strange (ファロン・ヤング) - 1:21
38. That's When Your Heartaches Begin (ビリー・ヒル/フレッド・フィッシャー/ウィリアム・ラスキン) - 4:58
39. Brown Eyed Handsome Man (ベリー) - 0:17
40. Rip It Up (ブラックウエル/ジョン・マラスカルコ) - 0:23
41. I'm Gonna Bid My Blues Goodbye (ハンク・スノウ) - 0:55
42. Crazy Arms (ムーニー/シールズ) - 3:36
43. That's My Desire (キャロル・ラヴデイ/Helmy Kresa ) - 2:02
44. End of the Road (ジェリー・リー・ルイス) - 1:44
45. Black Bottom Stomp (ジェリー・ロール・モートン) - 1:11
46. You're The Only Star In My Blue Heaven (ジーン・オートリー) - 1:12
47. Elvis Says Goodbye - 0:40